# Margit Manstad
Margit Elfrida Cecilia Manstad, gift Graaf, född 21 juli 1902 i Stockholm, död 23 mars 1996 i Oscars församling i Stockholm, var en svensk skådespelerska.

## Biografi
Margit Manstad var dotter till ingenjören Ernfrid Petersson (1872–1928) och Helena Nilsson (senare Manstad) (1876–1951). Hon hade två äldre systrar, Signe och Elisabeth.
Manstad provfilmade 1923 hos regissören John W. Brunius vid Svenska teatern i Stockholm, och han gav henne en roll i En piga bland pigor. Scendebuten skedde samma år i pjäsen En dröm blott vid Wasa Teater i Vasa, där hon blev kvar i åtta månader.Hon var under perioden 1924–1933 verksam vid Blancheteatern, Komediteatern och Oscarsteatern.
Under åren 1933–1935 engagerades Manstad vid Dramatiska teatern och 1936 för två år vid Göteborgs stadsteater.
Manstad filmdebuterade 1923 i Anna-Clara och hennes bröder och slog igenom 1928 i den svensk-tyska filmen Parisiskor. Hon medverkade även i några helt tyska filminspelningar. Manstad medverkade i ett trettiotal filmer och sjöng in melodin "Plats för ett leende", som blev hennes enda grammofonskiva. Efter karriären bodde Manstad på Rivieran. 
Margit Manstad gifte sig 1942 med advokaten Stellan Graaf och blev änka 1987. De är begravda i Graafs familjegrav i Helsingborg.

## Filmografi i urval
- 1923 – Anna-Clara och hennes bröder
- 1924 – En piga bland pigor
- 1925 – Damen med kameliorna
- 1926 – Hon, den enda
- 1926 – Giftas
- 1927 – Hans engelska fru
- 1928 – Parisiskor
- 1928 – Angst - Die schwache Stunde einer Frau
- 1928 – Der Tanzstudent
- 1929 – Säg det i toner
- 1929 – The Alley Cat
- 1929 – Lockendes gift
- 1929 – Rågens rike
- 1930 – Hjärtats röst
- 1930 – Vi två
- 1931 – Hans Majestät får vänta
- 1932 – Pojkarna på Storholmen
- 1932 – Modärna fruar
- 1933 – Vad veta väl männen?
- 1934 – En stilla flirt
- 1934 – Atlantäventyret
- 1936 – Bombi Bitt och jag
- 1937 – Mamma gifter sig
- 1938 – Styrman Karlssons flammor
- 1940 – Hennes melodi
- 1940 – Åh, en så'n advokat
- 1940 – Familjen Björck
- 1941 – Lasse-Maja
- 1941 – I paradis ...
- 1941 – Nygifta
- 1942 – En äventyrare
- 1942 – Sexlingar
- 1943 – När ungdomen vaknar
- 1945 – Vandring med månen
- 1945 – Idel ädel adel
- 1945 – Tre söner gick till flyget
- 1946 – Jag älskar dig, argbigga

## Teater

### Roller
| År        | Roll                            | Produktion                                                        | Regi                            | Teater                |
| --------- | ------------------------------- | ----------------------------------------------------------------- | ------------------------------- | --------------------- |
| 1923      |                                 | En dröm blott                                                     | Konni Wetzer                    | Wasa Teater           |
| 1923-1924 |                                 | Lady Frederick W. Somerset Maugham                                |                                 | Wasa Teater           |
| 1923-1924 |                                 | Hemslavinnor Axel Frische och Christian Bogø                      |                                 | Wasa Teater           |
| 1923-1924 |                                 | Jag gifter mig med min dotter A.J. Gross von Trockau              |                                 | Wasa Teater           |
| 1923-1924 |                                 | Miljonär för en dag Fredrik Lindholm                              |                                 | Wasa Teater           |
| 1923-1924 |                                 | Amatörtjuven Eugéne Presbrey och E. W. Hornung                    |                                 | Wasa Teater           |
| 1923-1924 |                                 | Sendraget Maurice Hennequin                                       |                                 | Wasa Teater           |
| 1923-1924 |                                 | Den ondes besegrare Thomas Overskou                               |                                 | Wasa Teater           |
| 1923-1924 |                                 | En idealisk äkta man Oscar Wilde                                  |                                 | Wasa Teater           |
| 1923-1924 |                                 | Jägarens brud Sam Sihvo                                           |                                 | Wasa Teater           |
| 1923-1924 |                                 | Hans åttonde hustru                                               |                                 | Wasa Teater           |
| 1923-1924 |                                 | Jokern                                                            |                                 | Wasa Teater           |
| 1923-1924 |                                 | Hennes lilla Majestät Karl Gerhard                                |                                 | Wasa Teater           |
| 1924      |                                 | Fyndet på Klintö Knut Tilgmann                                    |                                 | Wasa Teater           |
| 1924      | Benjamine                       | Chokladprinsessan Paul Gavault                                    |                                 | Wasa Teater           |
| 1924      |                                 | Kära släkten Gustav Esmann                                        |                                 | Wasa Teater           |
| 1924      |                                 | Första fiolen Gustav Wied och Jens Petersen                       |                                 | Wasa Teater           |
| 1924      | Jeanne                          | Kammarfrun Félix Gandéra                                          | Ernst Eklund                    | Blancheteatern        |
| 1924      | Cri-Cri                         | Portiern på Maxim Yves Mirande, Gustave Quinson och Henri Geroule | Ernst Eklund                    | Blancheteatern        |
| 1924      | Edith Gillier                   | Fördraget i Auteuil Louis Verneuil                                | Einar Fröberg                   | Blancheteatern        |
| 1924      | Marianne Sinclaire              | Dockan André Picard och Val André Jaeger-Schmidt                  | Karin Swanström                 | Blancheteatern        |
| 1925      | Miss Newman                     | En sensation hos Mrs Bearn C.K. Munro                             | Ernst Eklund                    | Blancheteatern        |
| 1925      | Dinah                           | Mr Pim tittar in A.A. Milne                                       | Mathias Taube                   | Blancheteatern        |
| 1925      | Lecksy Campbell                 | Dubbelexponering Avery Hopwood                                    | Mathias Taube                   | Blancheteatern        |
| 1925      | Loulou                          | Var har du varit i natt? André Birabeau och Jean Guitton          | Ernst Eklund                    | Komediteatern         |
| 1925      | Josette                         | På begäran Nicolas Nancey och Henry de Gorsse                     | Erik Berglund                   | Blancheteatern        |
| 1925      | Enid                            | Mannens revben W. Somerset Maugham                                | Erik Berglund                   | Blancheteatern        |
| 1925      | Kiki                            | Zebran Paul Armont och Nicolas Nancey                             |                                 | Blancheteatern        |
| 1925      | Cri-Cri                         | Portiern på Maxim Yves Mirande, Gustave Quinson och Henri Geroule | Ernst Eklund                    | Blancheteatern        |
| 1925      | Mästerkatten                    | Mästerkatten i stövlar Hans Werner                                | Arthur Natorp                   | Blancheteatern        |
| 1926      |                                 | Den gröna hatten Michael Arlen                                    | Ernst Eklund                    | Komediteatern         |
| 1926      | Collette Borge                  | I skolan igen André Birabeau                                      | Mathias Taube                   | Blancheteatern        |
| 1926      | Moineau                         | Chou-Chou Jacques Bousquet och Alex Madis                         | Einar Fröberg                   | Blancheteatern        |
| 1926      | Sussi de Lorche                 | Dollar Hjalmar Bergman                                            | John W. Brunius                 | Oscarsteatern         |
| 1926      | Sara                            | Svenska Sprätthöken Carl Gyllenborg                               | Rune Carlsten                   | Oscarsteatern         |
| 1926      | Skida                           | Sanningens pärla Zacharias Topelius                               | Rune Carlsten                   | Oscarsteatern         |
| 1926      | Stina Uppman                    | Moloch Erik Lindorm                                               | John W. Brunius                 | Oscarsteatern         |
| 1926      | Väninnan                        | Lycko-Pers resa August Strindberg                                 | Rune Carlsten                   | Oscarsteatern         |
| 1927      |                                 | Pecks äventyr Kaja Widegren                                       | Rune Carlsten                   | Oscarsteatern         |
| 1927      | Marion Lennox                   | Bättre folk Avery Hopwood och David Gray                          | Pauline Brunius                 | Oscarsteatern         |
| 1929      |                                 | En modern hustru W. Somerset Maugham                              | Pauline Brunius                 | Oscarsteatern         |
| 1929      | Molly Webster                   | Lilla cyklon George M. Cohan                                      | Pauline Brunius                 | Oscarsteatern         |
| 1930      | Elsie Fraser                    | Hans första hustru St. John Greer Ervine                          | Pauline Brunius                 | Oscarsteatern         |
| 1930      | Johanne                         | Äventyr på fotvandringen Jens Christian Hostrup                   | Rune Carlsten                   | Oscarsteatern         |
| 1930      |                                 | Gröna hissen Avery Hopwood                                        | Gösta Ekman                     | Oscarsteatern         |
| 1930      | Isabel Drury                    | En liten olycka Floyd Dell och Thomas Mitchell                    | Gösta Ekman                     | Oscarsteatern         |
| 1930      | Beth                            | Trions bröllop Sigfrid Siwertz                                    | John W. Brunius                 | Oscarsteatern         |
| 1930      | Knappnålskungens dotter         | En tjuvkomedi Berco                                               | Gösta Ekman                     | Oscarsteatern         |
| 1930      | Eva von Springenberg            | Farmors revolution Jens Locher                                    | Pauline Brunius                 | Oscarsteatern         |
| 1930      | Agda                            | Gustaf Vasa August Strindberg                                     | Gunnar Klintberg                | Oscarsteatern         |
| 1930      | Doris Lager, skådespelerska     | Kontraband Oscar Rydqvist                                         | Edvin Adolphson                 | Mindre Teatern        |
| 1930      |                                 | En herre i frack Seymour Hicks                                    | Nils Johannisson                | Oscarsteatern         |
| 1931      | Agata Renni                     | Anständighetens vällust Luigi Pirandello                          | Anders de Wahl                  | Turné                 |
| 1931      | Ilse von Ibsen                  | Caprice Geza Silberer                                             | Gösta Ekman                     | Turné                 |
| 1931      | Marthe Gatouillat               | Hennes to menn André Mouézy-Éon och Félix Gandéra                 | Theodor Berge                   | Det Nye Teater        |
| 1931      |                                 | Nunnornas barn Gregorio Martínez Sierra                           | Sandro Malmquist                | Konserthusteatern     |
| 1931      |                                 | Etienne Jacques Deval                                             | Gösta Ekman                     | Konserthusteatern     |
| 1932      |                                 | Gröna hissen Avery Hopwood                                        | Gösta Ekman                     | Vasateatern           |
| 1932      | Dolly Fleuriot                  | Min syster och jag Ralph Benatzky                                 | Sandro Malmquist Axel Witzansky | Konserthusteatern     |
| 1932      | Anne                            | Den farliga vägen A.A. Milne                                      | Anders de Wahl                  | Turné                 |
| 1932      | Annette                         | Pokker til pike Paul Gavault                                      |                                 | Den Nationale Scene   |
| 1933      | Ilsa von Ilsen                  | En caprice Sil Vara                                               | Gösta Ekman                     | Vasateatern           |
| 1933      | Marthe Gatouillat               | Fruns båda män Félix Gandéra och André Mouézy-Éon                 | Karin Swanström                 | Turné                 |
| 1933      | Margit Öblom                    | Våld Vilhelm Moberg                                               | Rune Carlsten                   | Dramaten              |
| 1934      | Leda                            | Amfitryon 38 Jean Giraudoux                                       | Olof Molander                   | Dramaten              |
| 1934      | M:me Marsan                     | De hundra dagarna Benito Mussolini och Giovacchino Forzano        | Rune Carlsten                   | Dramaten              |
| 1934      | Den grönklädda                  | Per Gynt (Peer Gynt) Henrik Ibsen                                 | Per Lindberg                    | Kungliga Operan       |
| 1934      | Huguette Dallier                | Tre och en Denys Auriel                                           | Rune Carlsten                   | Dramaten              |
| 1934      | Clara                           | Den italienska halmhatten Eugène Labiche                          | Olof Molander                   | Dramaten              |
| 1934      | Rosa                            | Leopold, luftkonstnär Ragnar Josephson                            | Olof Molander                   | Dramaten              |
| 1934      | Annette                         | Pokker til pike Ralph Benatzky                                    |                                 | Centralteatret        |
| 1935      | Annette                         | En förtjusande fröken Ralph Benatzky                              | Gösta Ekman                     | Vasateatern           |
| 1936      | Storfurstinnan Tatjana Petrovna | Towaritch Jacques Deval                                           | Allan Ryding                    | Turné                 |
| 1936      | Naturen                         | Melodin som kom bort Kjeld Abell                                  | Knut Ström                      | Göteborgs stadsteater |
| 1936      | Portia                          | Köpmannen i Venedig William Shakespeare                           | Knut Ström                      | Göteborgs stadsteater |
| 1936      | Evelyne Tornblad                | Skönhet Sigfrid Siwertz                                           | Helge Wahlgren                  | Göteborgs stadsteater |
| 1936      |                                 | Skolan                                                            |                                 | Göteborgs stadsteater |
| 1937      | Marianne Sinclair               | Gösta Berlings saga Selma Lagerlöf                                | Helge Wahlgren                  | Göteborgs stadsteater |
| 1937      |                                 | Också en dag Dodie Smith                                          | Helge Wahlgren                  | Göteborgs stadsteater |
| 1937      | Geneviève                       | Cassini de Paris Frans Lothar och Hans Adler                      | Helge Wahlgren                  | Göteborgs stadsteater |
| 1937      | Myra Arundel                    | Höfeber Noël Coward                                               | Helge Wahlgren                  | Göteborgs stadsteater |
| 1937      | Edith Potter                    | Kvinnor Clare Boothe Luce                                         | Helge Wahlgren                  | Göteborgs stadsteater |
| 1937      |                                 | St Peters Finger St. John Greer Ervine                            | Helge Wahlgren                  | Göteborgs stadsteater |
| 1938      | Luisa Alfieri                   | Jeg kjenner deg ikke Aldo De Benedetti                            |                                 | Det Nye Teater        |
| 1938      | Edith Potter                    | Kvinnorna Clare Boothe Luce                                       | Rune Carlsten                   | Dramaten              |
| 1939      | Constance Nevins                | Älskling, jag ger mig Mark Reed                                   | Olof Molander                   | Turné                 |
| 1939      |                                 | Pricken Svend Rindom                                              | Svend Rindom                    | Oscarsteatern         |
| 1940      |                                 | Äventyr på fotvandringen Jens Christian Hostrup                   |                                 | Oscarsteatern         |
| 1940      | Susan                           | Susan älskar alla Rachel Crothers                                 | Ernst Eklund                    | Oscarsteatern         |
| 1941      |                                 | Flaggan i topp, revy Kar de Mumma                                 | Leif Amble-Næss                 | Södra teatern         |
| 1941      | Lorraine Sheldon                | Han som kom till middag George S. Kaufman och Moss Hart           | Martha Lundholm                 | Vasateatern           |
| 1942      | Elly                            | Lille Napoleon Paul Sarauw                                        | Max Hansen                      | Vasateatern           |
| 1942      | Julie La Verne                  | Teaterbåten Jerome Kern och Oscar Hammerstein II                  | Leif Amble-Naess                | Oscarsteatern         |
| 1943      | Sophie Teale                    | Roberta Jerome Kern och Otto Harbach                              | Leif Amble-Naess                | Oscarsteatern         |
| 1943      | Julia Lambert                   | Teater W. Somerset Maugham                                        | Martha Lundholm                 | Vasateatern           |
| 1944      |                                 | Och han skämtar för dig, revy Kar de Mumma                        | Leif Amble-Naess                | Blancheteatern        |
| 1947      | Mrs Erlynne                     | Solfjädern Oscar Wilde                                            | Martha Lundholm                 | Vasateatern           |
| 1950      | Nina                            | Nina André Roussin                                                | Per-Axel Branner                | Nya teatern           |
| 1951      | Abby Quinn                      | Skaffa mig en våning Doris Frankel                                | Per Gerhard                     | Vasateatern           |

## Radioteater

### Roller
| År   | Roll                                           | Produktion        | Regi          |
| ---- | ---------------------------------------------- | ----------------- | ------------- |
| 1946 | Julie Lambert, Englands främsta skådespelerska | Teater Guy Bolton | Rune Carlsten |

## Bilder

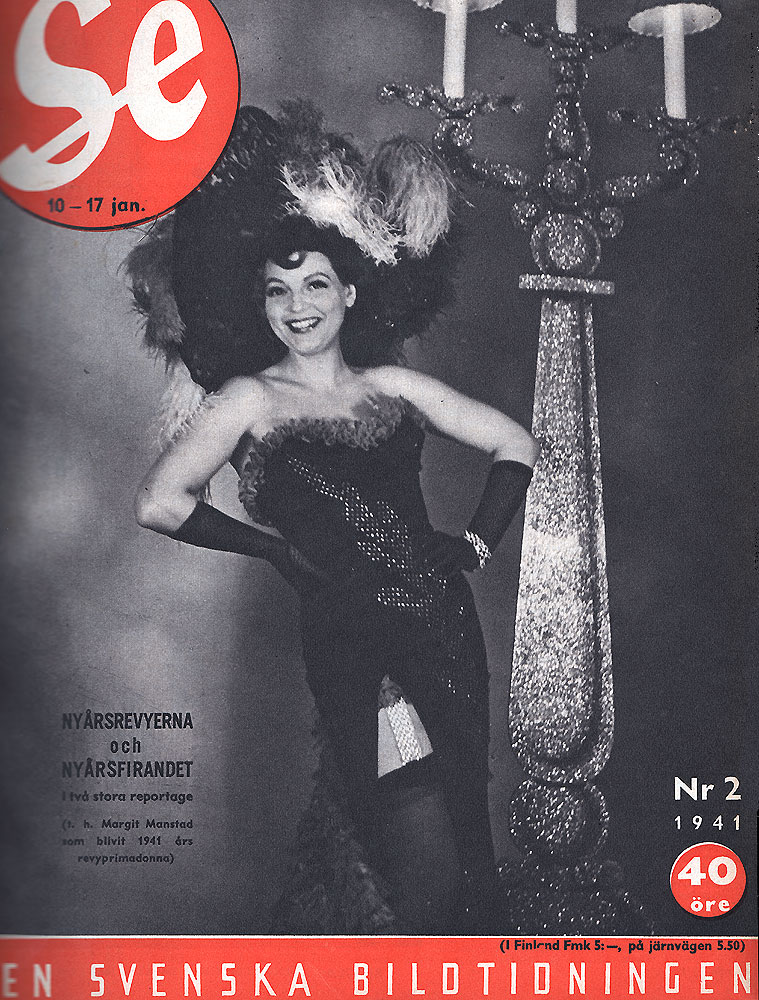
Margit Manstad på omslaget av Se 1941.